# 40000
40000（四万、よんまん）は自然数、また整数において、39999の次で40001の前の数である。

## 性質
- 40000は合成数であり、約数は 1, 2, 4, 5, 8, 10, 16, 20, 25, 32, 40, 50, 64, 80, 100, 125, 160, 200, 250, 320, 400, 500, 625, 800, 1000, 1250, 1600, 2000, 2500, 4000, 5000, 8000, 10000, 20000, 40000 である。
  - 約数の和は99187。
- 1/40000 = 0.000025
  - 割合では0.025%(25ppm)
- 40000 = 2002
  - 200番目の平方数である。1つ前は39601、次は40401。
- 5559番目のハーシャッド数である。1つ前は39997、次は40002。
  - 4を基とする26番目のハーシャッド数である。1つ前は31000、次は100012。

## その他 40000 に関連すること
- 鉄道車両の形式、40000系。
- 群馬県吾妻郡中之条町にある温泉、四万 (しま) 温泉。

## 40001 から 49999 までの整数
- 40127 − 安全素数
- 40193 − ソフィー・ジェルマン素数
- 40283 − ソフィー・ジェルマン素数
- 40320 - 8!、高度合成数でない階乗数のうち最小のもの
- 40401 = 2012 (N>4のN進法に対して40401を表記しても、40401は必ず平方数になる。これは40401 = 4 × N4 + 0 × N3 + 4 × N2 + 0 × N + 1 = (2 × N2 + 0 × N + 1)2 となるため)
- 40425 - 四角錐数
- 40585 - ファクトリオン
- 40678 - 五角錐数
- 40804 - 回文平方数[1](N>8のN進法に対して40804は必ず回文平方数になる。これは 40804 = 4 × N4 + 8 × N2 + 4 = (2 × N2 + 2)2 となるため)
- 41041 - カーマイケル数[2]
- 41371 - 十四進法におけるレピュニット
- 41472 - 29×34、十二進法で 20000 。
- 41616 - 2042、平方三角数[3]、2042 ＝ 288 × 289/2
- 41835 - モツキン数[4]
- 41843 - 安全素数、スーパー素数
- 42680 - 八面体数[5]
- 42925 - 四角錐数
- 42999 - 33を基とする最小のハーシャッド数
- 43261 - マルコフ数[6]
- 43200 - 26×33×52
- 43560 - 五角錐数
- 43681 = 2092
- 43691 - ソフィー・ジェルマン素数、二進法による独自周期素数（英語版）
- 43781, 43783, 43787, 43789 - 25番目の四つ子素数
- 43787 - 安全素数、スーパー素数
- 44100 = 2102 、1から20の整数の3乗の和[7](13 + 23 + 33 + … + 203 = 44100)、レッドブックに準拠したオーディオコンパクトディスクのサンプリング周波数(Hz)、いかなるN>4のN進法によって44100を表記しても、44100は必ず平方数になる。これは 44100 = 4 × N4 + 4 × N3 + 1 × N2 + 0 × N + 0 = (2 × N2 + 1 × N + 0)2 であるため
- 44521 = 2112 、いかなるN>5のN進法によって44521を表記しても、44521は必ず平方数になる。これは 44521 = 4 × N4 + 4 × N3 + 5 × N2 + 2 × N + 1 = (2 × N2 + 1 × N + 1)2 であるため
- 44944 - 回文平方数[1] いかなるN>9のN進法によって44944を表記しても、44944は必ず回文平方数になる。これは 44944 = 4 × N4 + 4 × N3 + 9 × N2 + 4 × N + 4 = (2 × N2 + 1 × N + 2)2 であるため

44963 - 安全素数
- 45360 - 100個の約数を持つ最小の数(1と自身を含む)[8]、七角数
- 45526 - 四角錐数
- 45961 - 八面体数
- 46233 - 最初から8個の階乗数の和[9](1! + 2! + 3! + 4! + 5! + 6! + 7! + 8! = 46233)
- 46368 - フィボナッチ数[10]。その中で12でも7でも割り切れるもので最小。ちなみにフィボナッチ数が12でも7でも割り切れるための必要十分条件は46368で割り切れること[要出典]
- 46416 - 104+2/3あるいは102(=100)の実数立方根{\displaystyle {\sqrt[{3}]{100}}\in \mathbb {R} }の近似値
- 46441 - 六進法および216進法による独自周期素数、スーパー素数
- 46575 - 五角錐数
- 46656 = 六乗数、66[11][12] = 363[13] = 2162 = (2×3)2×3 = 26×36 = 64×729。六進法で 1000000 かつ 1010 として表現される数である。6n の1つ前は7776、次は279936。n6 の1つ前は15625、次は117649。1を除いて6乗数（平方数かつ立方数）のハーシャッド数となる最小の数
- 46657 - カーマイケル数[2]
- 46664 - ネルソン・マンデラの監獄番号
- 47806 - 十六進法で BABE となる。
- 48230 - 四角錐数
- 48400 = 2202(N>8のN進法に対して48400を表記しても、48400は必ず平方数になる。これは 48400 = 4 × N4 + 8 × N3 + 4 × N2 + 0 × N + 0 = (2 × N2 + 2 × N + 0)2 となるため)
- 48600 - 23 ⋅ 35 ⋅ 52
- 48620 - 中心二項係数
- 48841 = 2212 (N>8のN進法に対して48841を表記しても、48841は必ず平方数になる。これは 48841 = 4 × N4 + 8 × N3 + 8 × N2 + 4 × N + 1 = (2 × N2 + 2 × N + 1)2 となるため)
- 49406 - 八面体数
- 49726 - 五角錐数
- 49843 - 50000以下の最大のスーパー素数
- 49998 - 39を基とする最小のハーシャッド数
- 49999 - 50000以下の最大の素数